# Sachsenbrunn
Sachsenbrunn est une commune allemande indépendante de Thuringe située dans l'arrondissement de Hildburghausen. La commune est administrée depuis le 1er janvier 2012 par la ville voisine d'Eisfeld. 

## Géographie

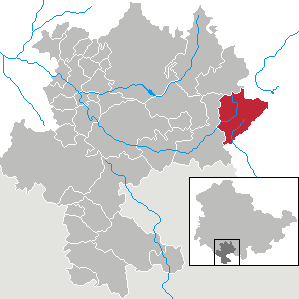
Situation de la commune (en rouge) dans l'arrondissement de Hildburghausen

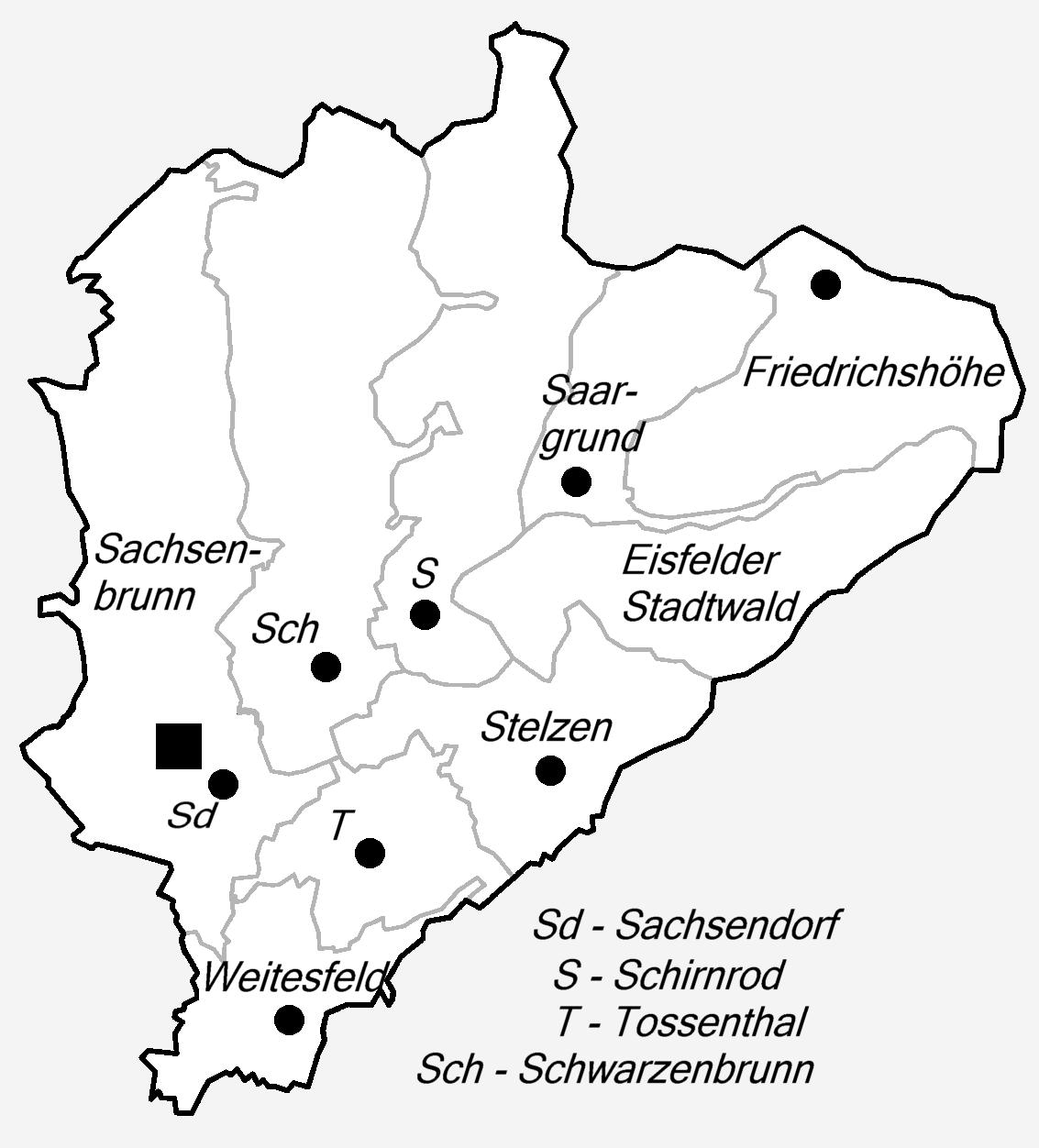
Les différents villages de la commune

Sachsenbrunn est située dans l'est de l'arrondissement, à la limite avec l'arrondissement de Sonneberg sur le versant sud de la forêt de Thuringe et des Monts de Thuringe, à 3 km à l'est d'Eisfeld et à 16 km à l'est de Hildburghausen, le chef-lieu de l'arrondissement.
La station météo de Saargrund enregistre une pluviométrie moyenne annuelle de 1 071 mm, ce qui en fait l'une des plus importantes d'Allemagne.
Le siège de la commune est situé dans le village de Sachsenbrunn qui se trouve sur le cours supérieur de la Werra à son confluent avec la Saar qui traverse les villages de Saargrund et Schirnrod. Les villages de Stelzen, Tossenthal et Weitesfeld se trouvent sur l'Ilz, affluent du Main. Seul le village de Friedrichshöhe est situé sur un haut plateau à une altitude 800 m. Le point culminant de la commune est le Pechleite à 839 m d'altitude.
La commune est formée des sept villages suivants : Sachsenbrunn (avec les anciens villages de Sachsendorf et Schwarzenbrunn), Friedrichshöhe, Saargrund, Schirnrod, Stelsen, Tossenthal et Weitesfeld.
Communes limitrophes (en commençant par le nord et dans le sens des aiguilles d'une montre) : Masserberg, Goldisthal, ville de Neuhaus am Rennweg avec les villages de Scheibe-Alsbach et Steinheid, ville de Schalkau, commune de Bachfeld et ville d'Eisfeld.

## Histoire

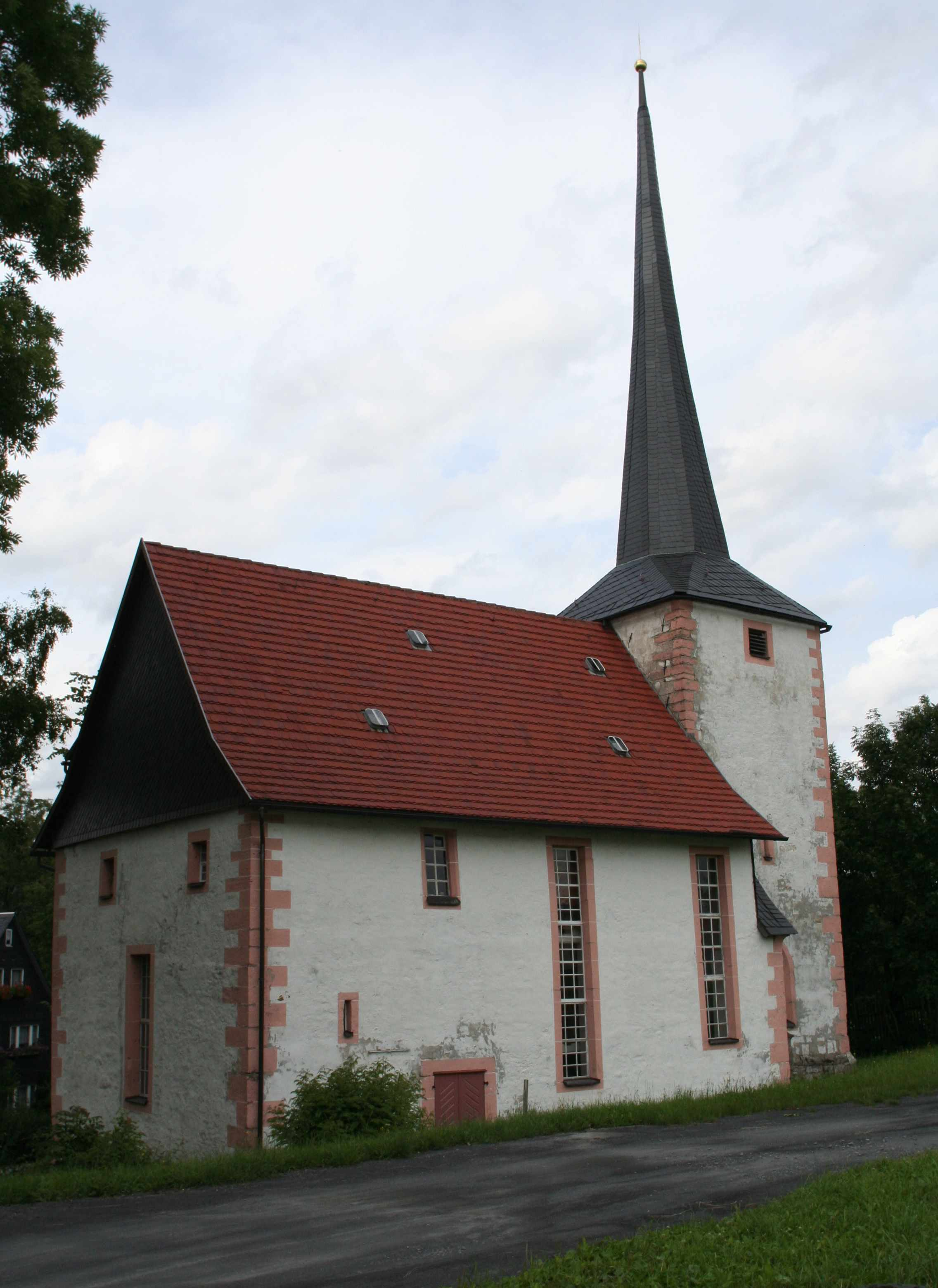
l'église de Sachsenbrunn

Schirnrod, mentionné en 923, est le village le plus ancien. Viennent ensuite Sachsenbrunn en 1317, Tossenthal en 1330-1340, Stelzen en 1340 et Weitesfeld en 1341. Saargrund n'est mentionné qu'en 1730 et Friedrichshöhe en 1725 qui est fondé par des maîtres-verriers.
Les sept villages de la commune de Sachsenbrunn ont appartenu au duché de Saxe-Meiningen (cercle de Hildburghausen) jusqu'en 1918, date à laquelle ils ont été intégrés au land de Thuringe.
La région est occupée en 1945 par les troupes américaines qui cèdent la place en juillet aux Russes. Les différentes communes intègrent alors la Zone d'occupation soviétique puis en 1949, la République démocratique allemande (RDA) dans l'arrondissement de Hildburghausen. Avec 32 habitants, Friedrichshöhe était la plus petite commune de RDA.
En 1950, les villages de Sachsendorf et Schwarzenbrunn se réunissent et froment la commune de Sachsenbrunn. Ensuite, en 1967, les villages de Tossenthal et Weitesfeld sont incorporés.
Après la réunification de 1989,  Sachsenbrunn rejoint en 1994 le land de Thuringe recréé et l'arrondissement de Hildburghausen et, en 1994, les communes de Saargrund, Friedrichshöhe, Schirnrod et Stelzen rejoignent Sachsenbrunn qui, depuis 2012, est gérée par la ville voisine d'Eisfeld.

## Démographie

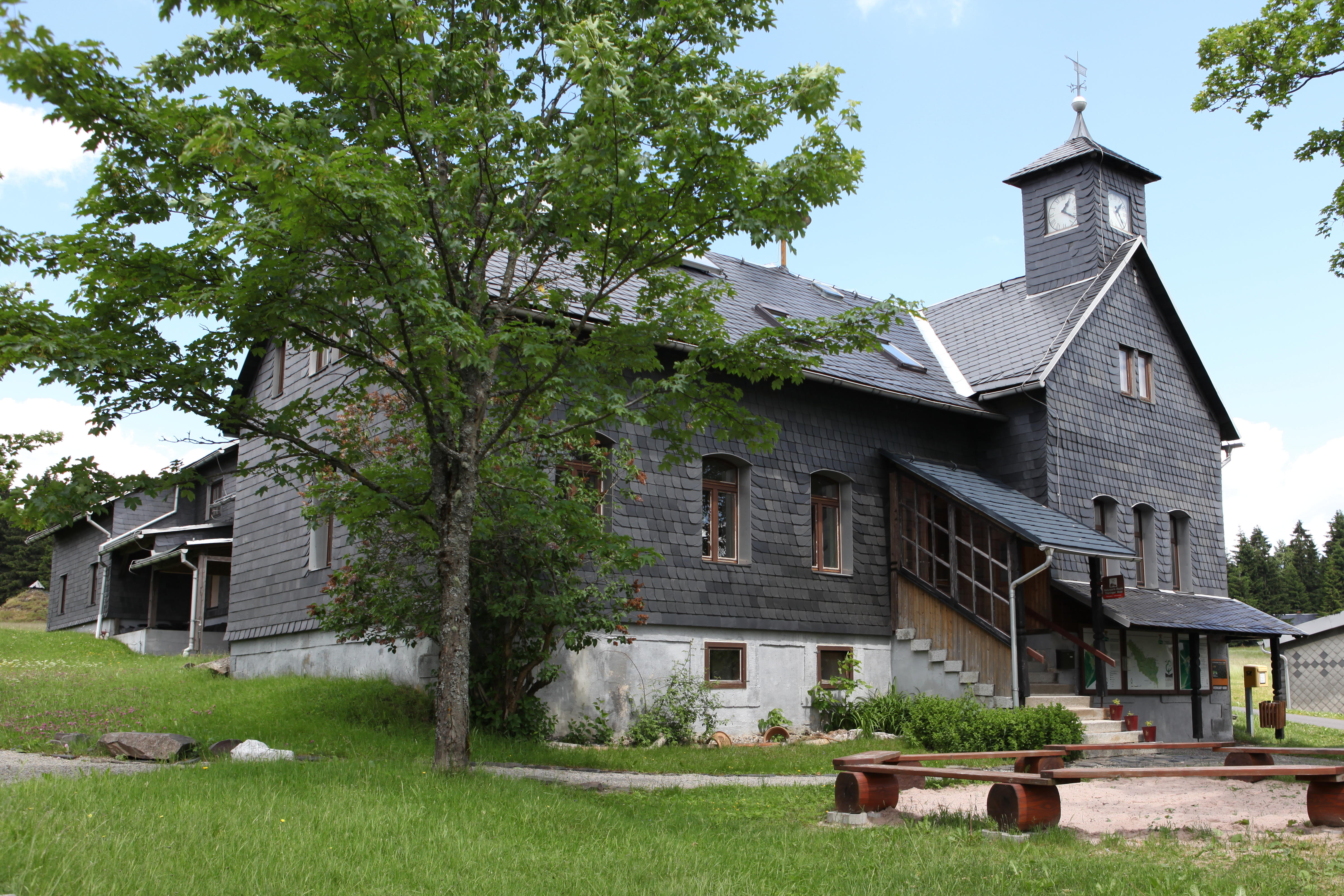
L'école de Friedrichshöhe

Commune de Sachsenbrunn dans ses dimensions actuelles :
| 1910  | 1933  | 1939  | 1996  | 2000  | 2005  | 2011  |
| ----- | ----- | ----- | ----- | ----- | ----- | ----- |
| 2 689 | 2 740 | 2 774 | 2 517 | 2 406 | 2 304 | 2 124 |

## Politique
Le bourgmestre de Sachsenbrunn élu en 2009 est M. Mike Hartung élu sur une liste indépendante FWGS.
Aux élections municipales du 7 juin 2009, les résultats obtenus ont été les suivants :
| Parti   | Nombre de conseillers | Pourcentage de voix |
| ------- | --------------------- | ------------------- |
| SPDFWGS | 8                     | 56 %                |
| FDP     | 4                     | 27,4 %              |
| CDU     | 2                     | 16,6 %              |

## Communications

### Routes
La route régionale B281 relie Eisfeld avec Neuhaus am Rennweg et Saalfeld en passant par Sachsenbrunn, Schirnrod et Saargrund. La K529 joint Sachsenbrunn avec Weitesfeld et bachfeld et la K528 Schirnrod avec Stelzen et Schalkau.

## Curiosités

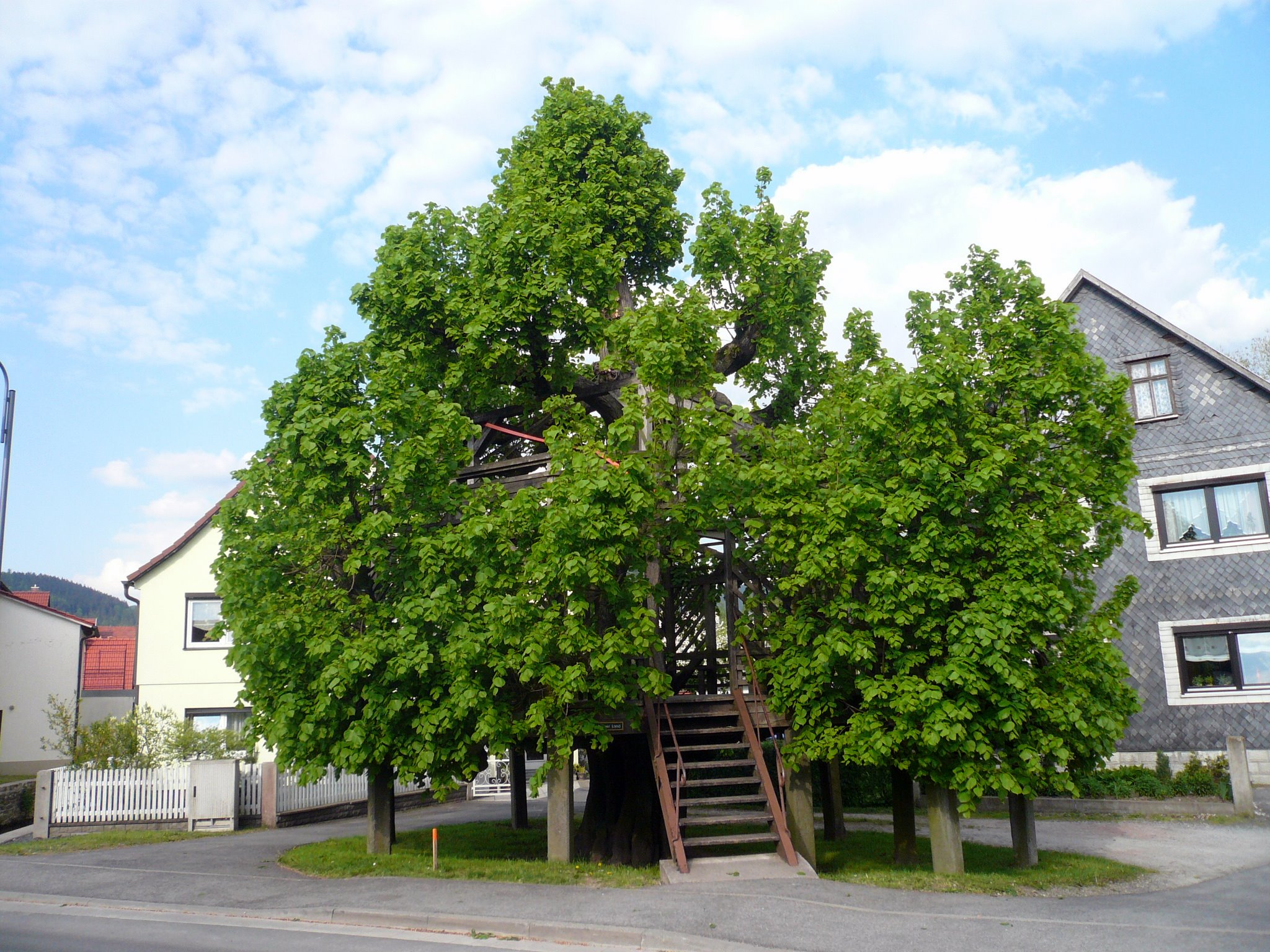
Le tilleul de danse de Sachsenbrunn, un tilleul de danse situé dans le quartier de Sachsendorf

- La commune possède le seul Musée d'Allemagne consacré au marbre.

- Un Tanzlinde, piste de danse en bois construite dans un immense tilleul à grandes feuilles, existe dans le quartier de Sachsendorf.